# Carl Grissom
Carl Grissom es un personaje de ficción, uno de los villanos de la película Batman de 1989. Es interpretado por Jack Palance.

## Inspiración
Aunque Grissom oficialmente no es un personaje de los cómics, está basado en Rupert Thorne, uno de los jefes del hampa de Gotham City. El guion propuesto por Tom Mankiewicz ponía a Thorne como competencia de Thomas Wayne en la candidatura como concejal de Gotham y para eliminar a su competidor, Thorne contrata a Joe Chill para asesinarlo, no solo a él sino también a su esposa Martha Wayne. El guion fue drásticamente cambiado por Sam Hamm.

## Historia
Carl Grissom es mostrado como el más poderoso mafioso de Gotham City, tiene bajo su control a los delincuentes comunes y en su nómina al 90% de la policía (con la excepción del Comisionado Gordon), en el mismo cuerpo tiene en su nómina al Teniente Max Eckhardt. Grissom a su vez posee a su mano derecha a Jack Napier (futuro Joker), una esposa (más bien amante) llamada Alicia Hunt y varios socios en el mundo del hampa.
En el principio de la película, el alcalde de Gotham Joe Borg nombra como nuevo fiscal a Harvey Dent y ambos prometen a la ciudadanía capturar a la fuente de la corrupción; Grissom. Para iniciar su lucha contra la mafia, Dent y Gordon se enfocan en los negocios que son fachada de la mafia, entre los que se encuentra la fábrica de Químicos Axis. Grissom le ordena a Napier sacar los archivos que lo vinculan a él con la fábrica, lo cual en verdad es una trampa ya que Grissom sabía de un romance entre el y Alicia. Napier lleva a cabo la tarea sin saber que Grissom había llamado a Eckhardt para que lo matase (Eckhardt por su parte no le agradaba Napier y no creía que este fuese sucesor del anciano Grissom). Mientras Napier, su amigo y secuaz Robert Hawkins "Bob, el matón" y varios sicarios saqueaban los archivos, para sorpresa de Napier, los archivos que buscaba habían sido saqueados. Durante una batalla en la misma planta, donde Eckhardt ordena disparar a matar pero el plan es cambiado por Gordon quien ordena solo la captura de Napier para poder posteriormente detener a Grissom, Napier accidentalmente cae en una tina de mezclas químicas y después de ir con un cirujano en un callejón, Napier termina transformado en Joker.
Grissom (creyendo que Napier había muerto) posteriormente después de darse una ducha se dirige a su despacho viendo a Napier vivo, inicialmente intenta matarlo pero no logra sacar su arma y luego trata de negociar con Napier, que ahora convertido en Joker lo asesina y usurpa su poder en el hampa de Gotham. Grissom es mencionado supuestamente estando de viaje tanto por Napier como por Vinny Ricorso, uno de sus socios. Cuando Joker desafía a Batman en su fiesta del Bicentenario de Gotham, confirma que Grissom estaba muerto. 